# Reggisella

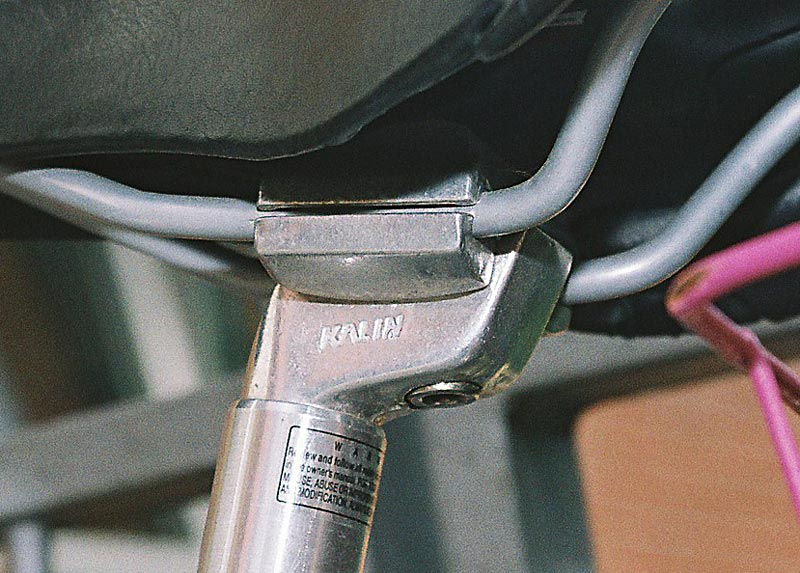
Reggisella

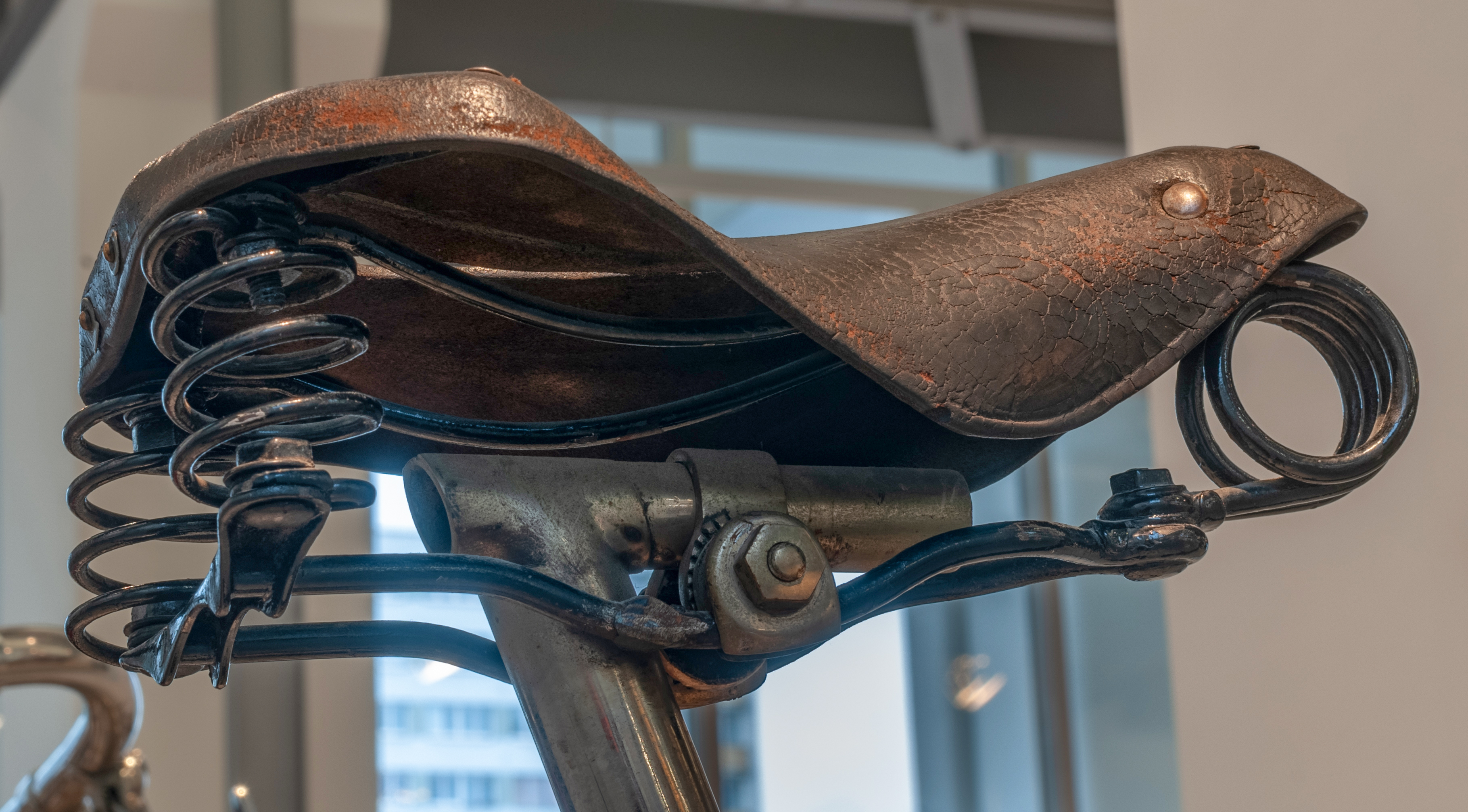
Laurin&Klement (1890)

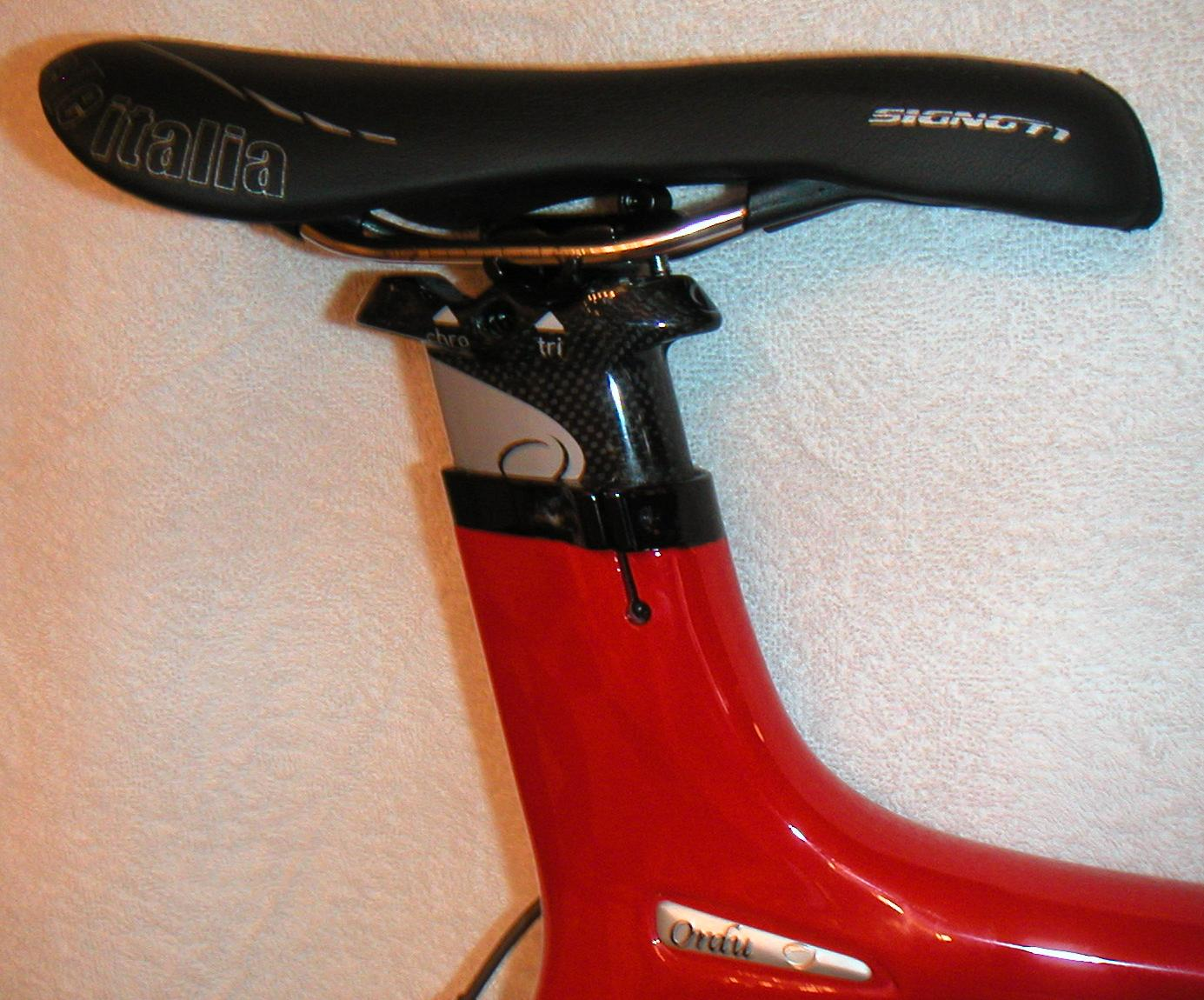
Reggisella aerodinamico in fibra di carbonio

Il reggisella è il termine tecnico con cui ci si riferisce al tubo della sella delle biciclette. Può essere fatto di vari materiali: acciaio (usualmente cromato), alluminio e nei modelli più recenti in fibra di carbonio.

## Descrizione
Nei modelli più economici, oggi diffusi nelle bici da passeggio, è costituito da un tubo di acciaio cromato che alla sommità si restringe per accogliere un piccolo meccanismo dotato di una vite che ne permette il fissaggio alla sella. I modelli più efficaci e moderni hanno invece integrata alla sommità un diverso sistema di fissaggio, che permette di tenere la sella parallela al terreno in maniera automatica.
I reggisella inoltre sono classificati per due caratteristiche: la lunghezza (usualmente maggiore nelle mountain bike) e il diametro.
Nel corso degli anni i produttori di telai, essendo un tempo prevalentemente artigiani, hanno usato varie misure per il diametro del tubo della sella, per cui non si è ancora giunti ad una standardizzazione di tale misura, che può variare da meno di 25 millimetri a oltre 30. Tuttavia le misure oggi più diffuse sono i 27,2 millimetri per le bici da corsa e i 31,8 per le mountain bike.
Risulta importante usare un reggisella della misura appropriata, in quanto anche uno scarto di pochi decimi di millimetro può comprometterne il funzionamento, bloccandolo nella sede oppure lasciando un seppur piccolo gioco che ne causa l'abbassamento.
La maggioranza dei reggisella sono fissati nel telaio mediante una vite che stringe una fascetta o la parte superiore della sede del tubo. Un altro sistema è quello di usare un expander che viene fissato mediante una vite, tuttavia questo meccanismo può risultare scomodo in quanto per alzare o abbassare il tubo è necessario togliere la sella.